# Elisa Rosales Ochoa
Pour les articles homonymes, voir Ochoa.
Elisa Rosales Ochoa, née le 3 décembre 1897 à Butuan et morte le 20 septembre 1978 dans cette même ville, est une infirmière et femme politique philippine. Elle est la première femme élue députée de l'histoire du pays. 

## Biographie
Elle est la fille de Canuto Rosales et Ramona Villanueva. Infirmière de formation, elle exerce dans de nombreux hôpitaux et est la présidente de la Philippine Nurses Association. Elle est élue députée à l'Assemblée nationale en 1941 dans sa province natale d'Agusan, et reste en poste jusqu'en 1946. Elle est alors la première, et seule femme, à y être élue. Son mandat est cependant interrompu de facto par l'occupation japonaise des Philippines.
Elle est également une excellente joueuse de tennis pour son époque, remportant notamment le Championnat national féminin de tennis des Philippines de 1928 à 1930.